# CZW世界ジュニアヘビー級王座
CZW世界ジュニアヘビー級王座(ジージーダブリューせかいじゅにあへびーきゅうおうざ | CZW World Junior Heavyweight Championship ― シージーダブリュー・ワールド・ジュニア・ヘビーウェイト・チャンピオンシップ)は、1999年2月13日に創設された、コンバット・ゾーン・レスリングの認定によるジュニアヘビー級のチャンピオンベルトである。
2012年にCZWワイアードTV王座に統合され消滅。

## 獲得史
| 名前                               | 回 | 獲得日         | 場所                             | 備考                                                                                             |
| ---------------------------------- | -- | -------------- | -------------------------------- | ------------------------------------------------------------------------------------------------ |
| ザ・センセーショナル・ワン         | 1  | 1999年2月13日  | ニュージャージー州マントヴァ     | 於『オープニング・ナイト』                                                                       |
| ホワイト・ロータス                 | 1  | 1999年2月13日  | ニュージャージー州マントヴァ     | 於『オープニング・ナイト』                                                                       |
| ザ・センセーショナル・ワン         | 2  | 1999年3月27日  | ニュージャージー州マントヴァ     | 於『ザ・ステイプル・ガン』                                                                       |
| ジャスティス・ペイン               | 1  | 1999年4月3日   | ニュージャージー州マントヴァ     |                                                                                                  |
| リック・ブレード                   | 1  | 1999年7月19日  | ニュージャージー州マントヴァ     | 於『ストリート・ファイト』                                                                       |
| トレント・アシッド                 | 1  | 2000年6月9日   | ニュージャージー州マントヴァ     | 於『バウンド・フォー・グローリーⅣ』                                                              |
| ジ・ウィンガー                     | 1  | 2000年7月1日   | 後楽園ホール                     | 大日本プロレスの於『ハードコア・シリーズII』                                                     |
| MEN'Sテイオー                      | 1  | 2000年9月15日  | 後楽園ホール                     | 大日本プロレスの於『マキシマム・タッグ・リーグ2000』                                             |
| 葛西純                             | 1  | 2001年5月4日   | 札幌テイセンホール               | 於『フィラデルフィア・バナナ・デスマッチ』                                                       |
| トレント・アシッド                 | 2  | 2001年8月19日  | 横浜文化体育館                   | （BJW認定ジュニアヘビー級王座も同時に動いた）                                                    |
| ラッカス                           | 1  | 2001年12月2日  | 横浜アリーナ                     |                                                                                                  |
| トレント・アシッド                 | 3  | 2001年12月15日 | ペンシルベニア州フィラデルフィア | 於『ケージ・オブ・デス3』（大日本プロレスのジュニアヘビー級王座も同時に動いた）                  |
| ラッカス                           | 2  | 2003年1月18日  | ペンシルベニア州フィラデルフィア | 於『ライブ・アゲイン』                                                                           |
| サンジェイ・ダット                 | 1  | 2003年12月13日 | ペンシルベニア州フィラデルフィア | 於『ケージ・オブ・デスⅤ』                                                                        |
| アレックス・シェリー               | 1  | 2005年1月8日   | ペンシルベニア州フィラデルフィア | 於『Gen Z：ニュー・ブラッド』                                                                    |
| マイク・カッケンブッシュ           | 1  | 2005年2月5日   | ペンシルベニア州フィラデルフィア | 於『オンリー・ザ・ストロング：スケアード・フォー・ライフ』                                       |
| サビアン                           | 1  | 2005年4月2日   | ペンシルベニア州フィラデルフィア |                                                                                                  |
| マイク・カッケンブッシュ           | 2  | 2005年6月11日  | ペンシルベニア州フィラデルフィア | 於『バイオレント・バイ・デザイン：シンセサイズド・ユーフォリア』                                 |
| デレク・フレイジャー               | 1  | 2005年9月10日  | ペンシルベニア州フィラデルフィア | 於『ビッグ・マザ・ファッキン・ディール』                                                         |
| ニールズ・ヤング                   | 1  | 2006年3月11日  | ペンシルベニア州フィラデルフィア |                                                                                                  |
| セクシー・エディー                 | 1  | 2006年7月8日   | ペンシルベニア州フィラデルフィア | 於『ア・プレリュード・トゥー・バイオレンス』                                                     |
| サンジェイ・ダット                 | 2  | 2006年9月9日   | ペンシルベニア州フィラデルフィア | 於『ダウン・ウィズ・ザ・シックネス・フォーエバー：ア・トリビュート・トゥー・クリス・キャッシュ』 |
| ジグソー                           | 1  | 2006年9月9日   | ペンシルベニア州フィラデルフィア | 於『イクスペクト・ジ・アンイクスペクテッド』                                                     |
| スコッティー・ヴォルテクズ         | 1  | 2007年4月7日   | ペンシルベニア州フィラデルフィア | 於『アウト・ウィズ・ジ・オールド，イン・ウィズ・ザ・ニュー』                                     |
| ダニー・ハボック                   | 1  | 2007年9月8日   | ペンシルベニア州フィラデルフィア | 於『クリス・キャッシュ・メモリアル・ショー』                                                     |
| サビアン                           | 2  | 2007年10月13日 | ペンシルベニア州フィラデルフィア | 於『チューシング・サイズ』                                                                       |
| チャック・テイラー                 | 1  | 2008年5月10日  | ペンシルベニア州フィラデルフィア | 於『ベスト・オブ・ザ・ベスト8』                                                                  |
| ライアン・マクブライド             | 1  | 2008年12月13日 | ペンシルベニア州フィラデルフィア | 於『ケージ・オブ・デスⅩ』                                                                        |
| エゴティスティコ・ファンタスティコ | 1  | 2009年5月9日   | ペンシルベニア州フィラデルフィア | 於『ブラッド・プレッシャー：ライジング』                                                         |
| ドリュー・ブラッド                 | 1  | 2009年9月12日  | ペンシルベニア州フィラデルフィア |                                                                                                  |
| グレッグ・エクセレント             | 1  | 2009年12月12日 | ペンシルベニア州フィラデルフィア | 於『ケージ・オブ・デスⅩⅠ』                                                                       |
| サビアン                           | 3  | 2010年2月13日  | ペンシルベニア州フィラデルフィア |                                                                                                  |
| アダム・コール                     | 1  | 2010年5月8日   | ペンシルベニア州フィラデルフィア | 於『フィスト・ファイト』                                                                         |
| サミ・キャラハン                   | 1  | 2011年11月12日 | ペンシルベニア州フィラデルフィア |                                                                                                  |
| ドレイク・ヤンガー                 | 1  | 2012年5月5日   | インディアナ州ブルームストーン   |                                                                                                  |
| サミ・キャラハン                   | 2  | 2012年7月14日  | ニュージャージー州               |                                                                                                  |
| ARフォックス                       | 1  | 2012年7月14日  | ニュージャージー州               |                                                                                                  |